# Учения Киевского военного округа 1935 года

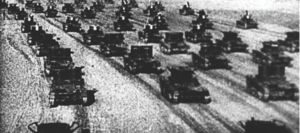
Танки Т-26 выпуска 1933 года — 133-я бригада 45-го механизированного корпуса Киевского военного округа. Большие Киевские манёвры. Сентябрь 1935 года. Белые полосы/отсутствие их на части техники означают то, что они по легенде манёвров относились к одной из сторон — «красным» или «синим».

Бронеавтомобили БА-И и ФАИ, а также тяжёлые трактора «Коммунар» перед смотром по случаю завершения Больших Киевских манёвров, сентябрь 1935 года.

Учения Киевского военного округа 1935 года или Большие Киевские манёвры — масштабные общевойсковые учения Рабоче-Крестьянской Красной Армии, наиболее крупные по своему масштабу из всех манёвров (учений), проводившихся в Советском Союзе в предвоенные годы. .
Проводились под общим руководством И. Э. Якира.
Для различия вооружения и военной техники участников Киевских манёвров с одной стороны — «синих», установлено что крыши башен танков и броневых автомобилей, спускаясь вертикальными полосами и на борта башни, перечеркивал прямой белый крест, на самолётах хвостовую часть фюзеляжа окольцовывала белая полоса шириной 0,5 метра, а вместо опознавательных знаков из красных пятиконечных звёзд применили белые звёзды.

## Цель манёвров

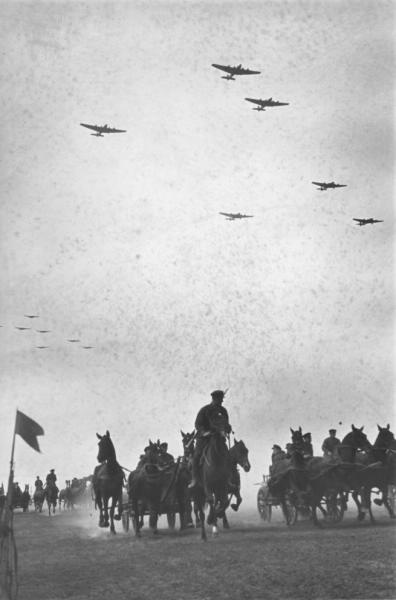
Пулеметные тачанки и авиация во время манёвров.

Целью Киевских маневров 12-15 сентября 1935 г. было прежде всего проверить жизнеспособность разработанной в СССР теории глубокой операции, основанной на том, чтобы, используя танки и авиацию, проникающим ударом поразить оборону противника на всю ее не только тактическую, но и оперативную глубину, разгромив даже расположенные в десятках километров за фронтовыми войсками оперативные резервы. Эта стратегия затем была использована вермахтом и предусматривала одновременное поражение всех позиций противника не только артиллерией, но и танками при поддержке пехоты, а также авиацией. Разгром в ходе того же удара оперативных резервов и тылов противника достигался в том числе высадкой воздушных десантов. Всё это и полагалось опробовать в ходе Киевских маневров. Прорыв укреплённой оборонительной полосы должен был осуществить стрелковый корпус, усиленный танковыми батальонами и артиллерией РГК, развить прорыв — кавалерийский корпус. Надлежало применить крупный авиадесант, манёвр мехкорпуса совместно с кавдивизией в целях окружения и уничтожения в своём тылу прорвавшейся группировки противника.
«Оперативно-стратегические принципы, положенные в основу замысла маневров, разрабатывались с учетом взглядов на современную войну наших военных теоретиков — M. H. Тухачевского, А. И. Егорова, И. Э. Якира, В. К. Триандафиллова и др. Эти принципы отчетливо выкристаллизовались уже в ходе разработки под руководством начальника Генерального штаба А. И. Егорова «Временной инструкции по организации глубокого боя», еще в 1933 г. полученной в войсках, — написал в воспоминаниях маршал А. И. Ерёменко, участвовавший в учениях в качестве посредника как слушатель Военной академии имени Фрунзе. — Целью маневров являлось: проверка взаимодействия механизированных и кавалерийских корпусов при действиях против крупных подвижных войск, поддержанных пехотой, в маневренных условиях войны; выявление боевых возможностей механизированных корпусов и механизированных бригад при действиях их на флангах армии и в глубине обороны противника во взаимодействии с конницей; проверка организации выброски крупного авиадесанта (3 — 4 тыс. человек) и его боевых действий против тылов и подходящих резервов противника; организация массированных действий авиации против крупных подвижных частей и крупного центра в условиях полевого базирования и ограниченного количества аэродромов, а также проверка действующей системы ПВО войск и крупного пункта (Киева), расположенного в оперативной зоне, и проработка вопросов выхода из окружения подвижных частей и соединений». При этом советские военные наработки были показаны потенциальному противнику: группа генералов и офицеров из иностранных армий (французы, чехи и итальянцы — около 20 человек) присутствовала не только на манёврах, но и на их разборе. «Гитлеровские генералы в своих мемуарах не в состоянии отрицать того, что при создании парашютных войск они использовали наш опыт», — отметил А. И. Ерёменко. Он с сожалением признал, что иностранные армии, и прежде всего германский вермахт, переняли опыт воздушно-десантных операций и глубоких оперативных ударов подвижных войск с целью окружения важных группировок противника и их уничтожения, тесного взаимодействия подвижных войск и авиации.

## Организация манёвров
Манёвры проводились 12 — 17 сентября 1935 года в районе городов Бердичев, Сквира, Киев. В них участвовали: 65 тыс. человек, свыше 1 000 танков, 600 самолётов, 300 орудий и другая военная техника. Условные боевые действия развертывались на фронте свыше 200 км и в глубину до 250 км. Руководил манёврами командующий войсками Киевского военного округа И. Э. Якир. Сторону «синих» возглавлял командующий войсками Харьковского военного округа И. Н. Дубовой; войсками «красных» командовал его заместитель С. А. Туровский. На манёврах присутствовали нарком обороны Союза К. Е. Ворошилов, его заместители С. М. Будённый, Я. Б. Гамарник, М. Н. Тухачевский, начальник Генштаба А. И. Егоров, руководители Коммунистической партии и правительства Украины. За действиями войск наблюдали представители армий Франции, Италии и Чехословакии. В ходе манёвров отрабатывались наступательные действия: «3-я армия синих» (И. Н. Дубовой), наступая с запада, должна была сломить сопротивление «5-й армии красных» (С. А. Туровский) и овладеть Киевом.
Состав «красных»: пять стрелковых корпусов (8-й стрелковый корпус), 45-й механизированный корпус, 9-я кавалерийская дивизия 1-го кавалерийского корпуса.
Состав «синих»: пять стрелковых корпусов (17-й стрелковый корпус) и 2-й кавалерийский корпус (состав корпуса: 5-я кавалерийская дивизия и 14-я кавалерийская дивизия), авиадесантные части, авиация особого назначения, артиллерия РГК.

## Авиадесантный компонент манёвров

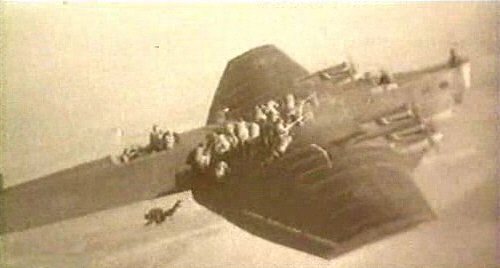
Высадка десантников с тяжёлого бомбардировщика ТБ-3.

### Подготовка
На период проведения «Больших Киевских маневров» в 1935 году было принято решение о создании авиадесантной дивизии — временного соединения со сложной структурой, создаваемого только на период учений. В результате её решено было сформировать на базе частей Киевского военного округа (КВО). Командиром дивизии был назначен командир 58-й территориальной стрелковой дивизии комбриг Г. А. Капцевич. В итоге в состав дивизии вошли:
- управление;
- отдельный парашютный полк (командир полка А. О. Индзер) — Киевский военный округ;
- мотополк 3-й авиабригады ЛВО (командир полка П. Е. Вещев) — Ленинградский военный округ;
- 90-й стрелковый полк 30-й Иркутской стрелковой дивизии;
- 43-й стрелковый полк 15-й Сивашской стрелковой дивизии.

В июле, августе 1935 года проходило сформирование командования и штаба дивизии из комначсостава ЛенВО, МВО и КОВО.

### План действий
Во время проведения манёвров вечером 13 сентября командир «синих» И. Н. Дубовой прорвал при помощи танков и авиации укрепленную полосу «красных» в районе Житомира и ввел в прорыв крупное подвижное соединение — кавалерийский корпус с немалым числом танков и бронеавтомобилей. 14 сентября он объявил своё решение: 24-й и 44-й дивизиям подготовиться к форсированию р. Ирпень; подтянуть 30-ю стрелковую дивизию на рубеж р. Ирпень; 2-му кавкорпусу завершить, разгром 9-й кавдивизии «красных». С утра 15 сентября всеми силами армии форсировать р. Ирпень, продолжать, наступление с задачей овладеть Киевом. Для дезорганизации тылов противника, задержки подхода его резервов с востока и захвата переправ через Днепр у Киева утром 14 сентября выбросить сильную авиадесантную группу в район Бровары, Требухово, Княжичи. Высадку десанта прикрывают две истребительные эскадрильи.
14 сентября Дубовой вместе с Локтионовым выехал в десантную дивизию, где заслушал и утвердил решение её командира Капцевича. Оно сводилось к следующему: мотополк 3-й авиабригады (командир П. Е. Вещев) и парашютный полк (командир А. О. Индзер) выбрасываются в районе Броваров с задачей захватить и удержать до подхода главных сил рубеж Бровары, Княжичи, разъезд Бортничи. На мотополк возлагалась задача захвата и подготовки Броварского аэродрома для посадки 15-й тяжёлой авиабригады с 43-м и 18-й авиабригады с 90-м посадочными полками.
Два батальона 90-го стрелкового полка после высадки, совместно с двумя батальонами парашютного полка, должны наступать вдоль шоссе «Чернигов — Киев» на Цепной мост, 43-й стрелковый полк во взаимодействии с батальоном парашютного полка и мотополком должен наступать через станцию Дарница па мост Наводницкий.

### Проведение десанта
Первыми в районе десантирования появились лёгкие бомбардировщики Р-5 из 206-й авиабригады (М. А. Коган). Пока одна из ее эскадрилий отвлекала на себя истребители «красных», атакуя Киев, две другие пересекли Днепр, вышли к аэродрому Бровары и нанесли штурмовой удар по нему (чтобы подавить аэродромную ПВО) и по расположенным рядом гарнизонам «красных». Затем в сопровождении двухмоторных дальних истребителей Р-6 из 35-й крейсерской авиаэскадрильи (И. Г. Пятыхин) 18-й тяжелобомбардировочной авиабригады к Броварам стали подходить десятки тяжелых бомбардировщиков ТБ-3 с авиадесантной дивизией Г. А. Капцевича на борту.
Сначала около 30 самолётов из 22-й, 24-й и 25-й эскадрилий тяжёлых бомбардировщиков 3-й авиабригады особого назначения имени С. М. Кирова (командир В. С. Коханский) выбросили парашютный десант из состава моторизованного полка 3-й авиабригады (комполка П. Е. Вещев) и сводного парашютного полка А. О. Индзера (сводный батальон из бойцов и командиров 46-й, 51-й, 96-й и 2-й Кавказской стрелковых дивизий и по сводной роте от 7-й и 100-й стрелковых дивизий). Всего было выброшено 1188 человек в синих комбинезонах и ярко-синих лётных шлемах. При этом в приказе наркома обороны № 0182 от 22 сентября 1935 г. об итогах Киевских маневров указывается, что 1188 человек насчитывал один лишь полк Индзера. Но тогда общая численность парашютного десанта должна была составлять 1400—1500 человек, а такое количество парашютистов имевшиеся бомбардировщики ТБ-3 выпуска 1932—1933 гг. с моторами М-17 за один рейс доставить не могли. В 1936 г. в 3-й авиабригаде считалось, что эскадрилья ТБ-3 (по штату 12, фактически 10-12 кораблей) берет на борт 300 парашютистов, то есть что в один самолет должно загружаться 25-30 человек. На Киевских маневрах самолёты брали на борт по 33-40 человек, как позже практиковалось и на манёврах Московского военного округа в сентябре 1936 г.
Двое парашютистов при приземлении погибли, но остальные, освободившись от парашютов, готовы были вести бой, так как прыгали с личным оружием — карабинами и пистолетами-пулеметами Дегтярева образца 1934 года (ППД). Рядом с десантниками на парашютах опустились упакованные в специальные мешки ручные и станковые пулеметы и (в разобранном виде) безоткатные 76-мм батальонные пушки Курчевского. Рота парашютистов захватила аэродром — и на нем один за другим приземлились 60 ТБ-3 4М-17 из 15-й (А. А. Житов) и 18-й (И. И. Черний) тяжелобомбардировочных авиабригад. Из них выгрузился посадочный десант — прибывший на кораблях 57-й, 58-й и 59-й тяжелобомбардировочных авиаэскадрилий 15-й бригады 43-й стрелковый Краснознаменный полк 15-й стрелковой Сивашской Краснознаменной дивизии и доставленный 69-й, 70-й и 71-й тяжелобомбардировочными авиаэскадрильями 18-й бригады 90-й стрелковый Краснознаменный полк 30-й Иркутской Краснознаменной и ордена Ленина стрелковой дивизии имени ВЦИК (всего 1765 человек). От смонтированных между стойками шасси ТБ-3 подвесок отцепили технику мотополка 3-й авиабригады — пикапы ГАЗ-4 (со срезанным для уменьшения габарита верхом кабины), легкие бронеавтомобили Д-8 и малый танк Т-37, — а также 45-мм противотанковые пушки образца 1932 г.
Выброску парашютного десанта прикрывали одномоторные истребители И-5 из 34-й и сменившей ее затем 35-й истребительных авиаэскадрилий 451-й авиабригады, а высадку посадочного — обладавшие большей продолжительностью полета «крейсера» Р-6.
Вся операция по выброске 1 188 парашютистов с карабинами и лёгким автоматическим оружием, переброска по воздуху и высадке 1 765 бойцов и командиров 43-ro и 90-го стрелковых полков с легким автоматическим оружием, 29 станковыми пулемётами, а также двух артиллерийских батарей, одного танка и нескольких легковых и специальных машин была проведена организованно по графику за один час 50 минут.
Завершив десантирование, дивизия Капцевича устремилась на запад, к киевским мостам через Днепр, но была остановлена спешно выдвинувшимся ей навстречу подвижным резервом «красных» — 2-м механизированным полком 2-й кавалерийской дивизии (два эскадрона быстроходных танков БТ-5 и БТ-2, эскадрон Т-37 и эскадрон бронеавтомобилей), 49-м кавалерийским полком 9-й кавалерийской дивизии и посаженным на грузовики ГАЗ-АА батальоном 135-й стрелково-пулеметной бригады.

## Результативность
Киевские манёвры 1935 г. производились по заранее прописанному сценарию, известному участникам с 18-22 августа 1935 г. и координировавшемуся посредниками. «Посредники должны были не приостанавливать или ускорять продвижение частей в зависимости от грамотности их действий, а добиваться неуклонного соблюдения этими частями «сценария» маневров», — отмечает военный историк А. А. Смирнов.
«Посредник 1 подучастка, — оговаривалось, например, в „Плане розыгрыша операции в районе м[естечка] Бровары 14 сентября 1935 г.“, — не дает Синим возможности продвигаться в районе Авиарощи и кустарника, <…> занимаемых ротой местн[ой] организации Осоавиахима, стремясь сохранить за красными достаточный район для развертывания»; «посредники 1 и 5 подучастков в период времени с 9.00 до 10.00 не должны дать возможности Синим продвинуться более, чем на полкилометра западнее м[естечка] Бровары».
«На настоящей войне воздушно-десантная операция, осуществленная 14 сентября 1935 г. у Бровар, могла провалиться в самом начале, так как парашютный десант запоздал с захватом аэродрома, — указывает А. А. Смирнов. — Согласно черновику отчёта о подготовке и действиях воздушного десанта на Киевских маневрах, выделенную для этого роту мотополка 3-й авиабригады выслали с опозданием. Это стало следствием того, что, если сводный парашютный полк собрался после приземления быстро, то сбор мотополка проходил «очень медленно» (правда, эти слова в упомянутом выше черновом отчете зачеркнули, но вставленную вместо них формулировку «с запозданием» сочли необходимым подчеркнуть). В итоге к моменту начала приземления ТБ-3 с посадочным десантом бой за аэродром еще продолжался. То есть, ради соблюдения сценария маневров, самолеты сажали на фактически еще не захваченный аэродром! В реальной боевой обстановке высадку посадочного десанта пришлось бы задержать, — а тогда она, возможно, и вовсе не понадобилась бы: ведь „парашютные части, не получив своевременной поддержки посадочных полков, могут быть уничтожены противником“.
Выброска парашютного десанта на настоящей войне тоже могла быть осложнена, а то и сорвана — истребителями противника. Ведь на маршруте корабли 3-й авиабригады шли без истребительного сопровождения, а их оборонительное вооружение было несравненно слабее, чем у других ТБ-3 4М-17. Поскольку часть парашютистов покидала корабль через два люка стрелков в палубе фюзеляжа за крылом, на кораблях 3-й авиабригады с этих люков демонтировали пулеметные турели — чтобы легче было вылезти на фюзеляж (это хорошо видно в кадрах снятого тогда документального фильма «Битва за Киев»). В результате корабли остались с 3 огневыми точками вместо 5 и оказались беззащитными от атак сзади — сверху и сбоку — сверху.
Таким образом, из-за упрощений, создавших такую тепличную обстановку, какой никогда не может сложиться на войне, на Киевских маневрах 1935 г. удалось проверить лишь отработанность техники десантирования с воздуха — но не степень пригодности воздушного десанта как инструмента глубокой операции».
При этом советская техника показала себя хорошо: из более чем 4 тысяч машин, участвовавших в учениях, незначительные поломки были отмечены только у 10.

## Обстановка в мире
Осенние манёвры 1935 года Якир проводил уже как командующий войсками Киевского военного округа. Полгода назад огромный по территории Украинский округ разделился на два: Киевский — лобовой и Харьковский — тыловой.
В конце августа 1935 года широкие манёвры развернулись на севере Италии, в долине Больцено, под командованием генерала Пьетро Аго и под верховным руководством римского диктатора Муссолини. Газеты много кричали о вновь созданной в Тренте танковой дивизии, называя её «колонной стали и шума». Этими манёврами Муссолини предупреждал англичан, что он все равно воспользуется Суэцким каналом в своих далеко идущих агрессивных планах.
Тогда же провел внушительную демонстрацию сил в районе Портсмута с участием крупных механизированных соединений генеральный штаб Великобритании. 7 сентября закончились большие манёвры в Шампани. Стены древнего Реймсского собора, с трудом восстановленного после немецких бомбардировок 1914 года, теперь сотрясались от грозного марша танковых колонн. Руководил этими учениями начальник французского генерального штаба генерал Гамелен. Особое значение манёвров подчеркивалось присутствием на них военного министра Фабри, президента республики Лебрена и гостя с востока — заместителя начальника Главного штаба Красной Армии Седякина. Французские манёвры являлись ответом на дерзкий вызов Гитлера, чуть ли не ежедневно кричавшего о реванше за разгром немецкой армии в войну 1914—1918 годов. Хотя Фуллер, Дуэ, Зольдан, напуганные Великим Октябрём, вопили: «Поменьше людей, побольше машин!», манёвры 1935 года показали, что без огромных людских масс война невозможна.

## Видео
- Сайт ютуб, Учения войск Киевского военного округа 1935 г..